# Bryan Leung
Bryan Leung, de son vrai nom Leung Kar-yan (梁家仁, né le 20 janvier 1948), est un acteur, réalisateur, producteur et scénariste hongkongais connu pour ses rôles dans de nombreux films d'arts martiaux à succès.
Surnommé affectueusement le « Barbu » (Beardy) en raison de sa pilosité faciale, il a la caractéristique d'avoir des doigts hyper-extensibles, que l'on peut observer lorsqu'il a les paumes ouvertes et les doigts tendus. Malgré le fait d'être l'un des visages les plus connus du cinéma d'action hongkongais, il n'a jamais reçu de formation officielle en arts martiaux, se contentant de recopier les gestes demandés par les réalisateurs.

## Biographie
Leung commence sa carrière d'acteur en 1969, sa beauté et son allure athlétique lui permettant d'entrer à la Shaw Brothers. Il apparaît ainsi dans plusieurs films de kung-fu de renom, bien qu'on lui ait rarement offert des rôles principaux. Ses plus grands succès sont le film Enter the Fat Dragon (1978), dans lequel il se bat avec Sammo Hung, et Warriors Two (1978) où il tient le rôle principal de Mr. Tsan, un médecin et maître de wing chun, et qui est décrit comme la « meilleure prestation de sa carrière » par Mark Pollard dans Kung Fu Cinema :
Leung Kar-yan est brillant dans son rôle d'enseignant. Il ajoute juste ce qu'il faut d'austérité et de présence sans en faire trop. La raison pour laquelle il a été choisi pour ce rôle est également évidente. Pour le profane, il ressemble vraiment à un expert du wing chun et sa grâce physique est indéniable.
Leung continue à travailler avec Sammo Hung, réalisant de nouveaux succès avec une série de comédies kung-fu très appréciées, notamment Le Maître intrépide (1979), où lui et Yuen Biao jouent des petits escrocs harcelés par un mendiant combattant joué par Hung.
Dans Tigre blanc (1981), il joue un étudiant de Wong Fei-hung (sans sa barbe caractéristique). Yuen Biao est de nouveau présent dedans, ainsi que la légende du kung-fu Kwan Tak-hing qui interprète Wong Fei-hung. Il s'agit également de la première collaboration de Leung avec le réalisateur Yuen Woo-ping, et il continue ensuite à jouer dans plusieurs de ses films, comme Legend of a Fighter (1982), dans lequel il joue le personnage historique Fok Yuen-gap, et Miracle Fighters (1982).
Au cours de la même période, Leung connaît également un certain succès à la télévision, apparaissant dans le rôle de Kiu Fung dans l'adaptation de 1982 (en) de TVB du roman wuxia de Louis Cha, Demi-dieux et semi-démons (en), et de Guo Jing (en) dans l'adaptation de 1983 du Justicier et l'Aigle mythique (en).
Malgré ce succès dans sa carrière d'acteur, le premier long métrage qu'il réalise en 1984, Profile in Anger (en), est un échec relatif. Sa sortie marque le début de son déclin de vedette et il commence à tenir plus de rôles secondaires que principaux. Il continue à jouer et à réaliser dans les années 2000, apparaissant parfois dans des films prestigieux comme Les Griffes d'Acier (1993), où il joue aux côtés de Jet Li et reprend le rôle qu'il avait joué en 1981 dans Tigre blanc, et dans plusieurs films de Stephen Chow comme Legend of the Dragon (1990).

## Filmographie

### Cinéma
| Année | Titre                                | Rôle                         |
| ----- | ------------------------------------ | ---------------------------- |
| 1969  | Le Bras de la vengeance              |                              |
| 1974  | Les Cinq Maîtres de Shaolin          |                              |
| 1975  | Boxer Rebellion                      |                              |
| 1976  | Shaolin Avengers                     |                              |
| 1977  | Iron Monkey                          | Capitaine Yi                 |
| 1977  | Eagle's Claw                         |                              |
| 1978  | Enter the Fat Dragon                 | Combattant barbu             |
| 1978  | Warriors Two                         | Mr Tsan                      |
| 1978  | My Life's on the Line                | Chow Sau-tung                |
| 1978  | Ways of Kung Fu                      | Shang king                   |
| 1979  | Sleeping Fist                        | Kam Tai-fat                  |
| 1979  | The Thundering Mantis                | Chi                          |
| 1979  | Le Maître intrépide                  | Dai Pao/Big John             |
| 1979  | Odd Couple                           | Bandit qui rit               |
| 1979  | His Name Is Nobody                   | Koo le cœur de fer           |
| 1979  | Cantonen Iron Kung Fu                | Leung Kwan                   |
| 1979  | Ten Brothers of Shaolin              | Commandant Tsao              |
| 1979  | Demon Strike                         | Maître Kiu                   |
| 1980  | The Victim                           | Leung Chung-yau              |
| 1980  | Two on the Road                      | Dragon vif                   |
| 1981  | Tigre blanc                          | Leung Foon                   |
| 1981  | Eagle's Claw and Butterfly Palm      |                              |
| 1982  | Legend of a Fighter                  | Fok Yuen-gap                 |
| 1982  | The Postman Strikes Back             | Courier Ma                   |
| 1982  | Miracle Fighters                     | Kei Moon / Old Man           |
| 1984  | Secret Service of the Imperial Court | Zhao Bufa                    |
| 1984  | New Tales of the Flying Fox          | Wu Yat-do                    |
| 1984  | Profile in Anger                     | Leung Chun-yue               |
| 1984  | Shanghai 13                          | Tao Daye                     |
| 1985  | Danger Has Two Faces                 | Kam Chi-kin                  |
| 1985  | Hong Kong Godfather                  | Mad Wai                      |
| 1988  | Tiger Cage                           | Brother Lung                 |
| 1990  | Legend of the Dragon                 | Yan                          |
| 1991  | The Tigers                           | Lam Hoi-tim                  |
| 1992  | The Shootout                         | Inspecteur Ma                |
| 1992  | Shogun and Little Kitchen            | Mr Tong Ching                |
| 1993  | Les Griffes d'Acier                  | Leung Foon                   |
| 1993  | Fight Back to School 3               | Officier Lai                 |
| 1993  | Flirting Scholar                     | Mo Chong-yuen                |
| 1994  | Evil Cult                            | Lu Zhangke                   |
| 1994  | The Kung Fu Scholar                  | Lee Tai-chun/Lee Man-lung    |
| 1995  | Don't Give a Damn                    | Policier absurde             |
| 1995  | Out of the Dark                      | Mr Wu                        |
| 2000  | Conman in Tokyo                      | Turkey                       |
| 2008  | Shaolin Basket                       | Maître Fei                   |
| 2010  | True Legend                          | Su Wankun                    |
| 2010  | Legend of the Swordsman              |                              |
| 2010  | Just Call Me Nobody                  | Le père de Wu Di/Général Lee |
| 2010  | Kung Fu Master                       |                              |
| 2011  | Empire of Assassins                  | Empereur Wang Shi Chong      |
| 2011  | Hong Kong Ghost Story                |                              |
| 2011  | BMW Rhapsody                         |                              |
| 2012  | L'Homme aux poings de fer            | Chef des hyènes              |
| 2012  | Promise Time                         |                              |
| 2013  | Saving General Yang                  | Pan Ren-mei                  |
| 2013  | Lucky Dog                            |                              |
| 2013  | 7 Assassins                          | Chan                         |
| 2013  | Badge of Fury                        | Oncle chanceux               |
| 2013  | Game of Assassins                    |                              |
| 2013  | Kung Fu Family                       |                              |
| 2014  | Ameera                               |                              |
| 2014  | The Scroll of Wing Chun White Crane  |                              |
| 2015  | Bloody Destiny                       |                              |
| 2015  | Ip Man 3                             | Tin Ngo-san                  |
| 2019  | Legend of the Demon Seal             |                              |
| 2019  | Bright Mountain at Night             |                              |
| 2019  | Table Tenets                         |                              |
| 2019  | The Big Explosion                    |                              |
| 2019  | Southern Mao Northern Ma             |                              |
| 2019  | Jade Dynasty                         | Zeng Shuqiang                |

### Télévision
| Année | Titre                                 | Rôle              | Notes          |
| ----- | ------------------------------------- | ----------------- | -------------- |
| 1982  | Demi-Gods and Semi-Devils             | Kiu Fung          | Production TVB |
| 1983  | The Return of the Condor Heroes       | Guo Jing          | Production TVB |
| 1984  | State of Divinity                     |                   | Production TTV |
| 1986  | Fate of Two Heroes                    |                   | Production CTS |
| 1987  | Return the Pearl to Thee              | Ma Jun            | Production TTV |
| 1989  | War of the Dragon                     | Lee Kwan          | Production TVB |
| 1990  | Twin Flying Doves                     |                   | Production TTV |
| 1992  | Revelation of the Last Hero           | Hak-lin Mung-seun | Production TVB |
| 1996  | Wong Fei Hung Series                  |                   |                |
| 1998  | Legend of Sky and Earth               |                   | Production TTV |
| 1998  | The Return of the Condor Heroes       | Hong Qigong       |                |
| 2002  | Book and Sword, Gratitude and Revenge | Yuan Shixiao      |                |
| 2002  | The Monkey King: Quest for the Sutra  | Lee Ching         |                |
| 2004  | The Dragon Heroes                     | Wang Jili         |                |
| 2005  | Real Kung Fu                          | Leung Yee-tai     | Production TVB |
| 2005  | Seven Swordsmen                       | Liu Jingyi        |                |
| 2005  | La Femme Desperado                    | Ko Wing-tim       | Production TVB |
| 2007  | The Ultimate Crime Fighter            | Wong Po           | Production TVB |
| 2008  | Huo Yuanjia                           | Huo Endi          |                |
| 2008  | Legend of the Fist: Chen Zhen         | Huangfu Yizhen    |                |
| 2008  | The Legend of the Condor Heroes       | Hong Qigong       |                |
| 2008  | D.I.E.                                | Yue Tai-hoi       | production TVB |
| 2009  | The Book and the Sword                | Yuan Shixiao      |                |
| 2013  | The Demi-Gods and Semi-Devils         | Xiao Yuanshan     |                |
| 2013  | Swordsman                             | Feng Qingyang     |                |
| 2013  | Ip Man                                | Maître Hong       |                |